# Bitka pri Di Karju
Bitka pri Di Karju (arabsko يوم ذي قار), znana tudi kot Vojna kameljega vimena, je bila predislamska bitka med arabskimi plemeni in Sasanidskim cesarstvom v južnem Iraku. Bitka se je zgodila po smrti al-Numana III. po ukazu Kozrava II.
Datacija dogodka je sporna. Encyclopædia Iranica o tem pravi: 
Po nekaterih muslimanskih izročilih se je bitka zgodila v letu 623 ali 624 ... Ebn Ḥabīb ... jo je datiral prej, med leti 606 in 622, vendar so sodobni učenjaki ta razpon zožili na obdobje 604-611.— Encyclopædia Iranica
O bitki pri Du Karju poročajo številna klasična dela arabskega zgodovinopisja in književnosti. Najdaljša, a ne nujno najbolj reprezentativna je Bišr ibn Marvan al-Asadijeva različica Ḥarb Banī Shaybān maʻa Kisrá Ānūshirwān (حرب بني شيبان مع كسرى آنوشروان).

## Vira
- Bosworth, C. E. (1983). »Iran and the Arabs Before Islam«.  V Yarshater, Ehsan (ur.). The Cambridge History of Iran: The Seleucid, Parthian, and Sasanian periods (1). Cambridge: Cambridge University Press. str. 593–612. ISBN 978-0-521-200929.
- Morony, Michael G. (2005) [1984]. Iraq After The Muslim Conquest. Gorgias Press LLC. ISBN 978-1-59333-315-7.[mrtva povezava][mrtva povezava]